# The Deciding Kiss
The Deciding Kiss è un film muto del 1918 diretto da Tod Browning. Basata sul romanzo Turn About, Eleanor di Ethel M. Kelly, la sceneggiatura fu firmata da Bernard McConville.

## Trama
Rimasta orfana, Eleanor Hamlin, che vive con i nonni a Cape Cod, viene adottata da Beulah Page, una ricca signora di New York e da alcuni suoi amici. Beulah non ama la ragazza che, al contrario, viene molto apprezzata dagli amici della signora, soprattutto da Peter Bolling. Ma la simpatia di Peter per Eleanor provoca la gelosia di Beulah, che vorrebbe sposare l'uomo. Così, la donna decide di allontanare la ragazza, mandandola al college. Quando però Eleanor torna a New York, è ormai una giovane raffinata ed elegante, ancora più pericolosa di prima per Beulah che si accorge che Peter è innamorato della sua rivale. Racconta perciò a Eleanor di essersi fidanzata con Peter: la ragazza, delusa, torna dai nonni a Cape Cod, rifiutandosi di vederlo anche quando lui la ritrova. L'inganno di Beulah alla fine viene smascherato.

## Produzione
Il film fu prodotto dall'Universal Film Manufacturing Company.

## Distribuzione
Distribuito dall'Universal Film Manufacturing Company, il film uscì nelle sale cinematografiche USA il 22 luglio 1918.
Non si conoscevano copie ancora esistenti della pellicola che veniva considerata presumibilmente perduta, ma una copia è stata trovata in un archivio francese.